# Wilhelm Seltmann
Wilhelm Christian Seltmann (* 28. Juni 1895 in Schlottenhof; † 27. September 1967 in Erlangen) war ein deutscher Porzellanfabrikant.

## Werdegang
Seltmanns Vater Christian Wilhelm Seltmann (1870–1921) gründete 1910 in Weiden i.d.OPf. die Porzellanfabrik Seltmann Weiden. Nach dessen Tod baute Wilhelm Seltmann gemeinsam mit seiner Mutter Katharina das Unternehmen weiter aus. 1921 lernte er die 18-jährige Maria (1903–2005) kennen und heiratete sie 1923. Mit ihr hatte er zwei Söhne und eine Tochter. In den Jahren 1939 und 1940 kamen die Werke in Erbendorf und in Krummennaab zum Stammwerk hinzu. Er machte sich um die Entwicklung neuer Arbeitsmethoden verdient und trieb die Automatisierung in der Porzellanindustrie voran.
Die berufsständischen Interessen vertrat er als Präsident der Industrie- und Handelskammer Regensburg.
Aufgrund einer ansteckenden Leberzirrhose starb er 1967. Sein Leichnam wurde auf dem Stadtfriedhof in Weiden beigesetzt. Maria Seltmann stiftete zu ihrem 90. Geburtstag 1993 fast ihr gesamtes Privatvermögen in mehrfacher Millionenhöhe. Die Maria-Seltmann-Stiftung ist bis heute die größte Privatstiftung in der Weidener Stadtgeschichte.

## Ehrungen
- 27. März 1953: Ehrenbürger der Stadt Weiden i.d.OPf.
- 1967: Großes Verdienstkreuz mit Stern der Bundesrepublik Deutschland